# René Angélil
René Angélil (Montréal, 16 gennaio 1942 – Las Vegas, 14 gennaio 2016) è stato un cantante, imprenditore e produttore discografico canadese.
Fu, fino alla sua scomparsa nel 2016, marito e produttore della cantante Céline Dion.

## Carriera
Siriano per parte di padre Joseph Angélil (1900-1967), e libanese per quella di madre Alice Sara (1915-1997), Angélil iniziò la sua carriera come cantante nei primi anni sessanta, a Montréal, dove fondò un gruppo pop rock, chiamato "The Baronets" (I Baronetti), insieme ai suoi amici d'infanzia Pierre Labelle e Jean Beaulne. Erano anche conosciuti come i "Québec's Smithtones". Il gruppo ebbe successo nel 1961 con il singolo "C'est Fou, Mais C'est Tout" (una traduzione francese del successo dei Beatles "Hold Me Tight"), frutto di un breve periodo di traduzione in francese di brani e successi provenienti da Regno Unito e Stati Uniti. Dopo lo scioglimento del gruppo, René Angélil e il suo amico Guy Cloutier iniziarono l'attività di manager e agenti artistici.
Insieme guidarono la carriera di alcuni showman di successo del Québec, come René Simard e Ginette Reno, e di numerose altre star del tempo. Le loro strade si divisero nel 1981. Alla fine dello stesso anno (non molto dopo essere stato rimpiazzato come agente di Ginette) René sentì le prime registrazioni di Céline Dion. Tra il 1987 e il 1988, vinse il Félix Award come Agente dell'Anno.
Nel luglio 2008, Angélil è stato nominato regista della quarta stagione del reality show Star Academie, la cui uscita era prevista per il febbraio del 2009.

## Vita privata
Nel 1966 sposò la sua prima moglie, Denyse Duquette, che gli diede il suo primogenito Patrick Angélil. Nel 1974, sposò la cantante Manon Kirouac, conosciuta come Anne Renée nel mondo dello spettacolo , madre di Jean-Pierre Angélil (nato nel 1974) e di Anne-Marie Angélil (nata nel 1977). Il 17 dicembre 1994 ha sposato Céline Dion nella cattedrale di Notre-Dame de Montréal. II loro primo figlio, René-Charles Dion Angélil, è nato il 25 gennaio 2001. Il 23 ottobre 2010, Céline e René ebbero due gemelli: i loro nomi sono Eddy, lo stesso di Eddy Marnay, che produsse i primi 5 album della Dion, e Nelson, in onore di Nelson Mandela, un personaggio molto amato da entrambi i coniugi.
René fu colpito da un carcinoma dell'esofago e Céline Dion interruppe temporaneamente la sua carriera per stargli accanto. Apparve nel video dei Simple Plan Save You come sopravvissuto al cancro. Morì il 14 gennaio 2016, due giorni prima del suo 74º compleanno nella sua casa a Las Vegas.
Angélil era un tifoso della NHL ed era un buon amico dell'ex-presidente e amministratore generale della Colorado Avalanche, Pierre Lacroix.
René Angélil è stato rappresentato dall'attore canadese Enrico Colantoni, in un film non autorizzato sulla biografia di Céline Dion, prodotto a Toronto.

### Tentativo di estorsione
Angélil fu accusato di aver stuprato una certa Yun Kyeong Kwon Sung, in un hotel di Las Vegas. Queste accuse vennero smentite successivamente dalla polizia di Las Vegas. Anche se Angélil dovette comunque pagare alla donna 2 milioni di dollari, non ha mai ammesso di aver compiuto ciò di cui era stato accusato. Yun e suo marito, Ae Ho Kwon, furono arrestati nel 2003 e incolpati di aver tentato di estorcere denaro ad Angélil con una falsa accusa di stupro. Entrambi furono condannati nel 2005.
Nei primi mesi del 2008, la Corte Suprema del Nevada assolse gli accusati, in base al fatto che la coppia non era tenuta a dimostrare che la violenza sessuale fosse realmente accaduta. La Corte confermò comunque il verdetto della giuria in merito alle accuse di tentata corruzione: il giudice ritenne che essi avrebbero avuto la possibilità di produrre prove di stupro contro Angélil durante il processo.

### Causa di diffamazione
Nel 2001, Angélil e sua moglie Céline Dion depositarono 5 milioni di dollari per la causa contro il tabloid canadese Allo Vedettes per aver pubblicato la falsa storia secondo la quale la coppia aveva affittato per 5000$ dollari la piscina del Caesars Palace di Las Vegas, così che Céline Dion potesse prendere il sole in topless e Angélil potesse fare il bagno nudo, asserzioni che entrambi negarono recisamente. Successivamente ritirarono la querela, dicendo che essa non aveva alcuna priorità alla luce degli eventi degli attentati dell'11 settembre.

## La controversia sul gioco d'azzardo
Una frenetica serie di speculazioni si abbatté sulle cifre che René Angelil spendeva nei casinò, quando Jan Jones, l'ex-sindaco di Las Vegas, venne citato dal giornalista della rivista inglese The Observer, per aver detto: "Il marito di Céline Dion è un grande giocatore d'azzardo. Ha probabilmente puntato un milione di dollari a settimana al Caesars Palace, ma almeno lui può permetterselo." Il Caesars Palace emanò una ritrattazione, dicendo che le parole di Jan Jones erano totalmente inventate e fuori luogo.